# Ausländer (Rammstein)
Ausländer (Duits voor Buitenlander) is een nummer van de Duitse band Rammstein en derde single van hun album. De single is uitgebracht op 31 mei 2019.

## Inhoud
In de tekst wordt gezongen over een man die verschillende talen leert om zo contact te leggen met vrouwen in het buitenland, met als doel een onenightstand. Sommigen interpreteren dit als gaande over sekstoerisme, zoals al het geval was met Pussy.

Ich bin kein Mann für eine Nacht
Ich bleibe höchstens ein, zwei Stunden
Bevor die Sonne wieder lacht
Bin ich doch schon längst verschwunden
Und ziehe weiter meine Runden
Ich bin Ausländer(Ik ben geen man voor een nacht
Ik blijf hoogstens een, twee uren
Vooraleer de zon weer lacht
Ben ik al lang verdwenen
En ga weer door met mijn ronde
Ik ben buitenlander)
— extract uit de liedtekst en vertaling

## Videoclip
De video voor het lied ging in première op 28 mei 2019, na een preview van 15 seconden de dag ervoor. De video is geregisseerd door Jörn Heitmann en is opgenomen bij Kaapstad, Zuid-Afrika.
In de video zijn de zes bandleden te zien ten tijde van de Duitse koloniën. Ze roeien op een jol (met de inscriptie "MS Rammstein") tot aan de kust en worden verwelkomd door de zwarte inheemse bevolking met een welkomstbord. Vervolgens worden ze naar het dorp geleid, waar een culturele uitwisseling plaatsvindt. De bandleden gaan jagen met de lokale bevolking en proberen hun gerechten uit. In ruil daarvoor wordt de lokale bevolking bekeerd en geeft men ze bijvoorbeeld de tuba. 's Avonds is er een feest, waarbij iedereen danst rond het vuur, terwijl de bandleden langzaam in de hutten verdwijnen met vrouwen. Op het einde van de video neemt de groep afscheid van de inheemse vrouwen, die de bandleden uitzwaait op het strand. Elke vrouw draagt een blank kind in de arm. Terwijl vijf bandleden al vertrekken, komt Lorenz te laat toe en wordt tegengehouden door een van de vrouwen. Lorenz wordt vervolgens het nieuwe stamhoofd.

## Nummers
| 1.                 | Ausländer                        | 3:51 |
| 2.                 | Radio                            | 4:37 |
| 3.                 | Ausländer (Remix by R3HAB)       | 3:49 |
| 4.                 | Ausländer (Remix by Felix Jaehn) | 3:27 |
| 5.                 | Radio (Remix by twocolors)       | 5:00 |
| Totale duur: 20:44 |                                  |      |

| 1.                 | Ausländer                  | 3:51 |
| 2.                 | Radio                      | 4:37 |
| 3.                 | Radio (Remix by twocolors) | 5:00 |
| Totale duur: 13:28 |                            |      |

## Hitlijsten
Het nummer haalde plaats 6 op de Ultratip van Vlaanderen.